# 市田泉
市田 泉（いちだ いずみ、1966年- ）は、日本の翻訳家。石川県生まれ。お茶の水女子大学文教育学部卒。

## 翻訳
- 『悪魔の薔薇』（タニス・リー 、中村融編、安野玲共訳、河出書房新社、奇想コレクション） 2007
  - アンソロジー中５編を訳出。「別離」「美女は野獣」「魔女のふたりの恋人」「愚者、悪者、やさしい賢者」「蜃気楼と女呪者」
- 『ずっとお城で暮らしてる』（シャーリイ・ジャクスン、東京創元社、創元推理文庫） 2007
- 『薪の結婚』（ジョナサン・キャロル、東京創元社、創元推理文庫） 2008
- 『時の娘 : ロマンティック時間SF傑作選』（ジャック・フィニイ、R・F・ヤング、中村融編、共訳、東京創元社、創元SF文庫715-03） 2009
- 『木でできた海』（ジョナサン・キャロル、東京創元社、創元推理文庫547-13) 2009
- 『ジェイクをさがして』（チャイナ・ミエヴィル、日暮雅通他訳、早川書房、ハヤカワ文庫SF1762) 2010
- 『銀のらせんをたどれば』（ダイアナ・ウィン・ジョーンズ、佐竹美保絵、徳間書店） 2010
- 『インクリングズ : ルイス、トールキン、ウィリアムズとその友人たち』（ハンフリー・カーペンター、中野善夫共訳、河出書房新社） 2011
- 『ボーンシェイカー : ぜんまい仕掛けの都市』（シェリー・プリースト、早川書房、ハヤカワ文庫SF1852) 2012
- 『チャーメインと魔法の家』（ダイアナ・ウィン・ジョーンズ、徳間書店、ハウルの動く城3) 2013
- 『薔薇の血潮』上・下（タニス・リー、東京創元社、創元推理文庫） 2013
- 『月の部屋で会いましょう』（レイ・ヴクサヴィッチ、岸本佐知子共訳、東京創元社、創元海外SF叢書4) 2014　のち創元ＳＦ文庫　2017
  - 33編中29編を訳出。「シーズン最終回」「家庭療法」「息止めコンテスト」「派手なズボン」「冷蔵庫の中」「最高のプレゼント」「魚が伝えるメッセージ」「キャッチ」「指」「床屋のテーマ」「ジョイスふたたび」「ぼくの口ひげ」「俺たちは自転車を殺す」「休暇旅行」「大きな一歩」「正反対」「服役」「次善の策」「猛暑」「儀式」「バンジョー抱えたビート族」「排便」「宇宙の白人たち」「月の部屋で会いましょう」「ふり」「母さんの小さな友だち」「彗星なし」「危険の存在」「ピンクの煙」
- 『死せる者の書 パラディスの秘録』（タニス・リー、東京創元社、創元推理文庫Fリ2-5) 2014
- 『狂える者の書 パラディスの秘録』（タニス・リー、東京創元社、創元推理文庫Fリ2-6) 2014
- 『なんでもない一日 - シャーリイ・ジャクスン短編集』（シャーリイ・ジャクスン、東京創元社、創元推理文庫) 2015
- 『人生の真実』（グレアム・ジョイス、東京創元社、創元海外SF叢書11） 2016
- 『処刑人』（シャーリイ・ジャクスン、東京創元社、創元推理文庫) 2016
- 『図書館島』（ソフィア・サマター、東京創元社、海外文学セレクション51) 2017　のち創元ＳＦ文庫　2022
- 『翼ある歴史　図書館島異聞』（ソフィア・サマター、東京創元社、海外文学セレクション) 2019　のち創元ＳＦ文庫　2022
- 『ねこと王さま』（ニック・シャラット、徳間書店） 2019
- 『声の物語』（クリスティーナ・ダルチャー、早川書房、新☆ハヤカワ・SF・シリーズ) 2019
- 『空のあらゆる鳥を』（チャーリー・ジェーン・アンダーズ、東京創元社、創元海外SF叢書15) 2020
- 『ねこと王さま しごとをさがす』（ニック・シャラット、徳間書店） 2021
- 『大宇宙の魔女 : ノースウェスト・スミス全短編』（C・L・ムーア、中村融共訳、創元ＳＦ文庫） 2021
  - 13編中６編を訳出。「緋色の夢」「神々の塵」「ジュリ」「イヴァラ」「失われた楽園」「スターストーンを求めて」
- 『過ぎにし夏、マーズ・ヒルで - エリザベス・ハンド傑作選』 (エリザベス・ハンド、東京創元社、創元海外SF叢書16) 2021
- 『創られた心　AIロボットSF傑作選』 (共訳、東京創元社、創元SF文庫) 2022
- 『永遠の真夜中の都市』（チャーリー・ジェーン・アンダーズ、東京創元社、創元海外SF叢書17） 2022
- 『いずれすべては海の中に』 (サラ・ピンスカー、竹書房文庫ぴ2-2)  2022